# Ross-shire
Ross-shire (Siorrachd Rois in Gaelico), o semplicemente Ross, è una delle contee tradizionali della Scozia. Confina con le contee di Sutherland, Cromartyshire (la quale contiene nel Ross-shire molte enclavi), Inverness-shire ed ha una enclave nel Nairnshire. La contea include anche la parte settentrionale dell'isola di Lewis e Harris. Il capoluogo di contea era Dingwall.
Il nome "Ross", secondo gli abitanti del luogo, deriva da una parola gaellica avente il significato di "headland" cioè promontorio, riferendosi quindi alla Black Isle.
Nel 1889 il Ross-shire, insieme al Cromartyshire, divenne parte della nuova contea di Ross and Cromarty.
Oggi la contea è inclusa nella assai più vasta area amministrativa dell'Highland, ma i nomi "Ross" e "Ross-shire" sono comunque molto utilizzati nella cultura del luogo: ne è un esempio il Ross-shire Journal quotidiano assai noto in questa terra del nord della Scozia.